# Grolleau
Grolleau ou Grolleau noir é uma casta de uva usada em vinho tinto francês cultivada principalmente no Vale do Loire, na França. O nome é derivado da palavra francesa grolle, que significa "corvo", e diz-se que reflete as bagas pretas profundas da videira Grolleau. A uva é mais comumente transformada em vinho rosé, principalmente na região de Anjou. Os vinhos Grolleau tendem a ter baixo teor alcoólico e acidez relativamente alta.

## Histórico
As primeiras plantações documentadas de Grolleau ocorreram na região de Carântono no início do século XIX. Os ampelógrafos acreditam que a uva provavelmente está relacionada à antiga variedade Gouais blanc. A maior popularidade da videira Grolleau ocorreu entre meados e o final do século XX, com a ampla comercialização do vinho Rosé d'Anjou, do qual a Grolleau era o principal componente. Muitas vezes misturado com a Gamay , o Rosé d'Anjou à base de Grolleau era um vinho doce. Por volta da virada do século XXI, começou-se a reduzir o interesse no Rosé d'Anjou (e, por extensão, no Grolleau) em lugar do Cabernet Franc e do Cabernet Sauvignon, que dominavam o rosé Cabernet d'Anjou. Em 2000, havia apenas 2.200 hectares de Grolleau plantados no Médio Loire.
O declínio foi atribuído, em parte, à reputação de baixa qualidade da Grolleau, conforme observado por especialistas em vinhos como Jancis Robinson e Tom Stevenson. O crítico de vinhos Robert M. Parker Jr. tem uma visão negativa do potencial da Grolleau, recomendando em seu guia de compra de vinhos que os produtores do Vale do Loire deveriam arrancar todas as videiras de Grolleau e substituí-las por variedades de uvas com mais potencial para a produção de vinhos de qualidade, como Gamay e Cabernet Franc.

## Regiões vinícolas

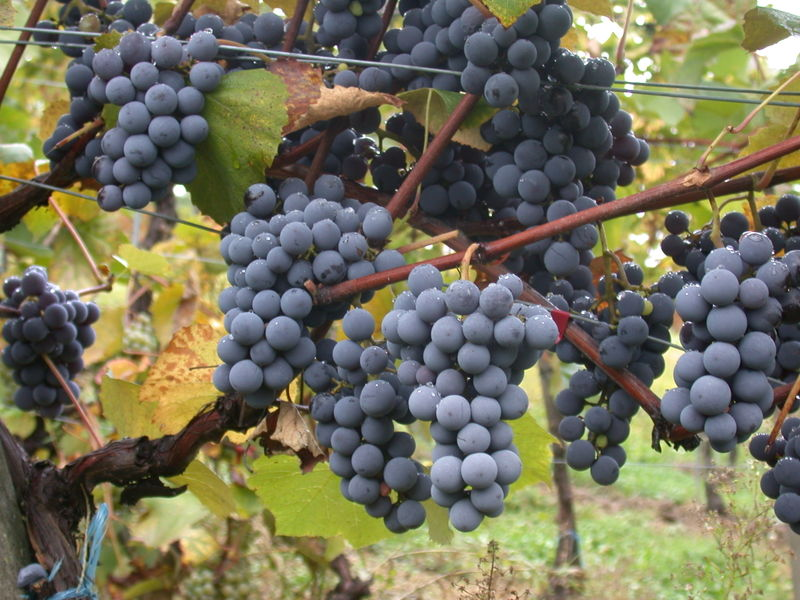
A Grolleau é frequentemente misturada com a Gamay (foto) e alguns especialistas em vinhos estão recomendando que as plantações de Grolleau sejam arrancadas e substituídas por mais videiras de Gamay.

A videira Grolleau é encontrada principalmente na região do Médio Loire, onde é uma variedade de uva permitida para o rosé de Denominação de origem controlada (DOC) de Anjou, Touraine e Saumur. A uva é limitada apenas aos vinhos rosés e não é permitida pelas regulamentações da DOC nas misturas para vinhos tintos dessas regiões. Ela também é permitida como ingrediente nos vinhos espumantes de Cremant de Loire, Anjou AOC e Saumur AOC.

## Viticultura
A Grolleau é uma videira de alta produtividade que amadurece de forma confiável e relativamente cedo para o clima frio do Vale do Loire, geralmente logo após a Gamay. A videira produz cachos de tamanho médio que se agarram à videira por meio de seus pedicelos longos e finos. As uvas têm pele fina com poucos compostos fenólicos, mas após a veraison produzem cores que variam de cinza a preto azulado, dependendo do clone. Atualmente, há cinco clones da videira Grolleau autorizados para viticultura na França. A videira tende a brotar cedo, o que a torna suscetível a danos causados pelas geadas da primavera. Seus longos galhos a tornam suscetível a danos causados pelo vento, exigindo que seja plantada perto de uma encosta como um abrigo . A Grolleau é sensível a várias doenças da uva, incluindo a escoriose (doença causada pelo fungo Phomopsis viticola) e apodrecimento do caule.

## Vinhos

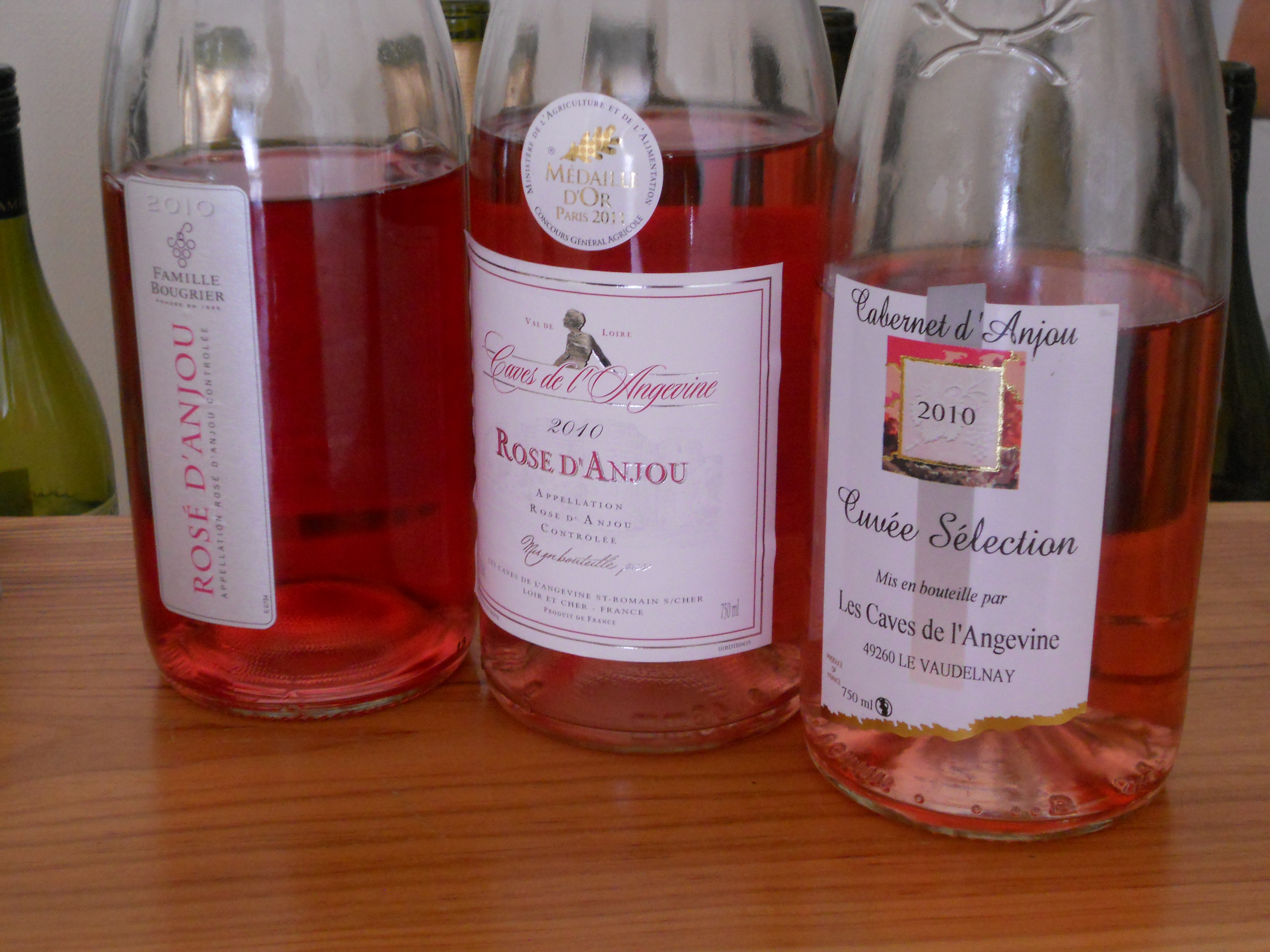
Garrafas de Rosé d'Anjou com Cabernet d'Anjou

A Grolleau produz vinhos de corpo leve e bastante neutros com acidez notavelmente alta. Geralmente é produzido no estilo meio seco a meio doce, deixando alguns açúcares no vinho para equilibrar a acidez.

## Grolleau gris
A Grolleau gris é a mutação de pele rosada da Grolleau noir plantada principalmente no Vale do Loire. É usada principalmente para os vinhos brancos do Vin de pays [en] du Jardin de la France.

## Sinônimos
A Grolleau também é conhecida pelos sinônimos Bourdalès, Franc noir, Gamay de Châtillon (em Savennières), Gamay-Groslot, Gloire de Tours, Grolleau de Cinq-Mars, Grolleau de Touraine, Grolleau de Tours, Grolleau noir, Grolo Chernyi, Grolot noir, Groslot, Groslot de Cinq-Mars, Groslot de Valère, Groslot de Vallères, Moinard, Moinard Grolleau, Neri, Noir de Saumur, Pineau de Saumur, Plant Boisnard, Plant Mini e Rosé d'Anjou.
A Grolleau gris também é conhecida pelos sinônimos Grolleau, Groslot de la Thibaudière e Groslot gris.